# Associazione Calcio Perugia 1989-1990
Questa voce raccoglie le informazioni riguardanti l'Associazione Calcio Perugia nelle competizioni ufficiali della stagione 1989-1990.

## Stagione
Il Perugia si presentò al via della stagione con un organico parzialmente rinnovato, che all'addìo del capitano Manfrin definitivamente ritiratosi, e alle cessioni di Rambaudi e del bomber delle ultime annate, Ravanelli, fece da contraltare l'arrivo del difensore Delpiano e della nuova coppia d'attacco Artistico-Fermanelli. La squadra replicò tuttavia l'anonimo andamento della precedente stagione, chiudendo al nono posto il proprio girone di Serie C1, e dopo peraltro essere passata attraverso l'avvicendamento tecnico tra Ferruccio Mazzola e Marcello Neri. Fu breve l'avventura nella Coppa Italia di Serie C, che vide i grifoni eliminati già nella fase a gironi. L'unica soddisfazione stagionale per i colori biancorossi arrivò grazie a Fermanelli il quale, con 16 reti, si issò a capocannoniere del girone e del campionato – in coabitazione con il migliore marcatore dell'altro raggruppamento, il futuro grifone Cornacchini del Piacenza.
La stagione si concluse tuttavia con una interessante appendice il 28 maggio 1990, quando, mettendo da parte la reciproca rivalità, i giocatori di Perugia e Ternana, assieme ad alcuni elementi del Gubbio, scesero in campo a ranghi unificati al Liberati di Terni per un'amichevole di lusso contro il Brasile di Sebastião Lazaroni, che proprio a Gubbio stava svolgendo la preparazione per l'imminente campionato del mondo 1990. A sorpresa, questa selezione di calciatori della terza e quarta serie italiana – denominata Top Umbria o, dai media sudamericani, Combinado da Úmbria – ebbe la meglio di una quotata nazionale annoverante elementi quali Taffarel, Dunga, Alemão, Branco, Careca e Romário: gli umbri vinsero 1-0 con un calcio di punizione trasformato dal perugino Artistico nei minuti iniziali di gioco, resistendo poi al forcing verdeoro grazie anche alle parate dell'estremo difensore dei grifoni Vinti, e mandando agli annali quella che venne all'epoca definita come «la più umiliante sconfitta nella secolare storia della Seleçao».

## Rosa
| N. |                   | Ruolo | Calciatore          |
| -- | ----------------- | ----- | ------------------- |
|    | Italia (bandiera) | A     | Edoardo Artistico   |
|    | Italia (bandiera) |       | Baiocco             |
|    | Italia (bandiera) | A     | Fabio Barboni       |
|    | Italia (bandiera) | C     | Maurizio Benedetti  |
|    | Italia (bandiera) | D     | Giovanni Bia        |
|    | Italia (bandiera) | P     | Riccardo Bianchi    |
|    | Italia (bandiera) | C     | Fabrizio Catelli    |
|    | Italia (bandiera) | D     | Alessio Delpiano    |
|    | Italia (bandiera) | C     | Michele De Michelis |
|    | Italia (bandiera) | C     | Angelo Di Livio     |
|    | Italia (bandiera) | A     | Roberto Di Nicola   |
|    | Italia (bandiera) | C     | Marco Facchini      |

| N. |                   | Ruolo | Calciatore            |
| -- | ----------------- | ----- | --------------------- |
|    | Italia (bandiera) | A     | Claudio Fermanelli    |
|    | Italia (bandiera) | C     | Massimo Rocco Macrì   |
|    | Italia (bandiera) | C     | Liborio Mirisola      |
|    | Italia (bandiera) | D     | Fabrizio Nofri Onofri |
|    | Italia (bandiera) | C     | Fabio Perinelli       |
|    | Italia (bandiera) | C     | Claudio Rastelli      |
|    | Italia (bandiera) | D     | Valiant Rosati        |
|    | Italia (bandiera) | D     | Pier Antonio Torroni  |
|    | Italia (bandiera) |       | Vagniluca             |
|    | Italia (bandiera) | C     | Carlo Valentini       |
|    | Italia (bandiera) | P     | Graziano Vinti        |

## Risultati

### Serie C1

#### Girone di andata
| 17 settembre 1989 1ª giornata | Palermo | 0 – 0 | Perugia |  |

| 24 settembre 1989 2ª giornata | Perugia | 1 – 3 | Taranto |  |

| 1º ottobre 1989 3ª giornata | Monopoli | 1 – 0 | Perugia |  |

| 8 ottobre 1989 4ª giornata | Perugia | 2 – 1 | Francavilla |  |

| 15 ottobre 1989 5ª giornata | Casarano | 1 – 0 | Perugia |  |

| 22 ottobre 1989 6ª giornata | Perugia | 2 – 2 | Campania Puteolana |  |

| 29 ottobre 1989 7ª giornata | Brindisi | 0 – 0 | Perugia |  |

| 5 novembre 1989 8ª giornata | Torres | 0 – 0 | Perugia |  |

| 12 novembre 1989 9ª giornata | Perugia | 1 – 1 | Ternana |  |

| 19 novembre 1989 10ª giornata | Fidelis Andria | 2 – 2 | Perugia |  |

| 26 novembre 1989 11ª giornata | Perugia | 0 – 1 | Casertana |  |

| 19 dicembre 1989 12ª giornata | Giarre | 0 – 0 | Perugia |  |

| 10 dicembre 1989 13ª giornata | Perugia | 0 – 0 | Ischia Isolaverde |  |

| 17 dicembre 1989 14ª giornata | Salernitana | 1 – 0 | Perugia |  |

| 30 dicembre 1989 15ª giornata | Perugia | 2 – 0 | Siracusa |  |

| 7 gennaio 1990 16ª giornata | Catania | 0 – 0 | Perugia |  |

| 14 gennaio 1990 17ª giornata | Perugia | 1 – 2 | Sambenedettese |  |

#### Girone di ritorno
| 28 gennaio 1990 18ª giornata | Perugia | 2 – 2 | Palermo |  |

| 4 febbraio 1990 19ª giornata | Taranto | 3 – 0 | Perugia |  |

| 11 febbraio 1990 20ª giornata | Perugia | 2 – 1 | Monopoli |  |

| 18 febbraio 1990 21ª giornata | Francavilla | 0 – 3 | Perugia |  |

| 4 marzo 1990 22ª giornata | Perugia | 0 – 0 | Casarano |  |

| 11 marzo 1990 23ª giornata | Campania Puteolana | 1 – 3 | Perugia |  |

| 18 marzo 1990 24ª giornata | Perugia | 6 – 0 | Brindisi |  |

| 25 marzo 1990 25ª giornata | Perugia | 0 – 0 | Torres |  |

| 1º aprile 1990 26ª giornata | Ternana | 1 – 0 | Perugia |  |

| 8 aprile 1990 27ª giornata | Perugia | 2 – 0 | Fidelis Andria |  |

| 14 aprile 1990 28ª giornata | Casertana | 1 – 0 | Perugia |  |

| 29 aprile 1990 29ª giornata | Perugia | 2 – 1 | Giarre |  |

| 6 maggio 1990 30ª giornata | Ischia Isolaverde | 3 – 3 | Perugia |  |

| 13 maggio 1990 31ª giornata | Perugia | 0 – 0 | Salernitana |  |

| 20 maggio 1990 32ª giornata | Siracusa | 1 – 0 | Perugia |  |

| 27 maggio 1990 33ª giornata | Perugia | 0 – 0 | Catania |  |

| 3 giugno 1990 34ª giornata | Sambenedettese | 2 – 4 | Perugia |  |